# 9
El año 9 (IX) fue un año común comenzado en martes del calendario juliano, en vigor en aquella fecha. En el Imperio romano, era conocido como el Año del consulado de Sabino y Camerino (o menos frecuentemente, año 762 Ab urbe condita). La denominación 9 para este año ha sido usado desde principios del período medieval, cuando la era A. D. se convirtió en el método prevalente en Europa para nombrar a los años.

## Acontecimientos
- Septiembre: gran revuelta en Germania (región). Varo y las legiones XVII, XVIII y XIX, son emboscados y masacrados en la batalla del bosque de Teutoburgo por los queruscos dirigidos por Arminio.
- Las Legiones: Augusta, Valeria Victrix y Gemina son trasladadas a Germania (región) para sustituir a las Legiones destruidas en la batalla del bosque de Teutoburgo.
- La derrota de Varo provoca problemas financieros al Imperio que lo obligan a cobrar dos nuevos impuestos: el 5% de las herencias -vigesima hereditatum- y el 1% de las ventas en el comercio -centesima rerum venalium-.
- Wang Mang funda la Dinastía Xin en China.

## Nacimientos
- 17 de noviembre: Vespasiano, emperador romano.

## Fallecimientos
- Publio Quintilio Varo, general romano.